# Talvborð
Talvborð è una montagna alta 557 metri sul mare situata sull'isola di Viðoy, nell'arcipelago delle Isole Fær Øer, in Danimarca.